# The Visitation
The Visitation (La visitación) es el cuarto serial de la 19.ª temporada de la serie británica de ciencia ficción Doctor Who, emitido originalmente en cuatro episodios, dos por semana, del 15 al 23 de febrero de 1982.

## Argumento
Cuando el Doctor se dispone a dejar a Tegan en el mismo sitio donde la encontró en Heathrow (en Logopolis), descubre que hay un fallo en la consola de la TARDIS. Efectivamente, aterrizan en Heathrow, pero 300 años antes de lo previsto, en el siglo XVII. Al salir de la TARDIS, les atacan los lugareños, y escapan. Adric pierde en la confusión el dispositivo para encontrar la TARDIS y se separa de sus compañeros. Richard Mace, un ladrón y autoproclamado actor, encuentra a los otros y les lleva a un sitio seguro en un granero.
Al hablar con él, Mace les cuenta que hace poco ha caído un cometa en la zona. El Doctor sabe que no es un cometa y se fija en un collar que lleva en el cuello, y que era en realidad un brazalete de control de prisioneros. Registrando el granero, encuentran otros elementos electrónicos, y al ser más frágiles que el brazalete, deducen que hubo supervivientes en el supuesto "cometa", así que deciden salir a investigar a la mansión cercana de la persona que posee el granero.
Nadie responde a la puerta de entrada, por lo que el Doctor y Nyssa encuentran una manera de entrar por la ventana. Mientras buscan en la casa, encuentran más paquetes de energía, pólvora y una marca de un arma de alta energía. El Doctor también nota que hay una pared donde no debería haber una. Y mientras continúa su investigación, Nyssa se dirige a la puerta de entrada y deja entrar a los demás. Pero cuando regresan a la pared, el Doctor no se encuentra por ningún lado. Y mientras los cuatro se quedan allí tratando de descubrir dónde se ha ido, una figura se cierra y cierra la puerta detrás de ellos.
El Doctor aparece a través de la pared y explica que es una barrera de energía holográfica. El grupo camina y se une al Doctor. Una vez en la bodega, notan que el lugar huele a gas solitón. También en la bodega hay varias ratas enjauladas y el dispositivo que emite el gas de solitón. Mientras los cinco están buscando en la habitación, la figura de antes, un androide, se les acerca sigilosamente. Logra "aturdir" a Tegan y Adric, mientras que el Doctor, Nyssa y Mace se ven obligados a retirarse.
El sobreviviente es un fugitivo de Terileptil e interroga a Tegan y Adric sobre el Doctor. Mientras tanto, el Doctor y los demás encuentran el barco de Terileptil cerca de la mansión mientras planean cómo tratar con el androide: un amplificador sónico instalado en la TARDIS podría tratarlo. Cuando salen de la nave, un grupo de aldeanos, todos con el mismo dispositivo que Mace encontró, se les acerca. Exigen que el Doctor venga con ellos, y cuando se niega atacan. Los tres vuelven al barco, ahora bajo el asedio de los aldeanos. El Doctor abre la escotilla trasera de la nave y el grupo se escapa al bosque para encontrar la TARDIS. Los aldeanos controlados los siguieron a distancia.
De vuelta en la casa solariega, Tegan y Adric han sido ubicados en una habitación cerrada con llave. Mientras Nyssa regresa a la TARDIS para trabajar en el amplificador sónico, el Doctor y Mace deciden interrogar al molinero local, quien parece ser capaz de ir y venir de la mansión con facilidad. Tegan y Adric eventualmente escapan de la habitación y se dirigen a la mansión propiamente dicha. Adric tiene éxito en saltar por una ventana antes de que Tegan sea recapturado por el androide. Incapaz de solicitar ninguna respuesta del molinero controlado, el Doctor y Mace deciden unirse a Nyssa en la TARDIS. Sin embargo, justo cuando abandonan el molino, son enfrentados por verdaderos aldeanos y están a punto de ser asesinados por ser "portadores de peste".
El Terileptil todavía necesita al Doctor y envía al Headman controlado del pueblo para detenerlos. Los aldeanos luego arrojan al Doctor y a Mace a una habitación en el molino. En la mansión, el Terileptil ha colocado una de las pulseras en Tegan. Y de vuelta en la TARDIS, Adric llega y ayuda a Nyssa a configurar el amplificador sónico. El Doctor logra inhabilitar dos de las pulseras y el Terileptil envía el android para recuperarlas.
Minutos después, el androide, disfrazado de Grim Reaper, irrumpe en el molino, asusta a los aldeanos y lleva al Doctor y a Mace a la mansión donde encuentran a Tegan bajo el control del brazalete. El Doctor encuentra el Terileptil, pero su oferta de sacarlo de la Tierra es rechazada. El Terileptil en cambio planea matar a todos en la Tierra y tomar el planeta. Mace también está equipado con un brazalete y el Doctor es arrojado a una habitación donde el Terileptil destruye su destornillador sónico. El Terileptil trae una jaula con una rata y explica su plan: va a utilizar la peste genéticamente mejorada llevada a las ratas para devastar a la población. El Terileptil sale de la habitación y el Tegan controlado se prepara para abrir la jaula.
El Doctor vence a Mace y Tegan usando algunos paquetes de energía de repuesto. El Terileptil se va a su base en la ciudad cercana y envía al androide para tomar el control de la TARDIS. El Doctor, Tegan y Mace escapan de la habitación y buscan en el laboratorio de Terileptil para encontrarlo completamente vacío. Mace le dice al Doctor que la ciudad cercana a la que se refería Terileptil era Londres. El androide llega a la TARDIS y es tratado con éxito por el amplificador sónico Nyssa terminado. Adric y Nyssa luego mueven la TARDIS para encontrarse con el Doctor y los demás en la mansión.
Usando el escáner TARDIS, el Doctor localiza el Terileptil en Londres. La TARDIS se materializa de nuevo allí y los cinco entran al edificio. Con el líder de Terileptil hay otros dos Terileptils que reciben el salto en el Doctor y Mace. Se las arreglan para detenerlos, pero el arma del líder de Terileptil comienza a sobrecargarse y detona. La explosión resultante destruye el edificio y comienza un fuego furioso. Mace se queda atrás para luchar contra el incendio cuando el Doctor, Tegan, Nyssa y Adric se van en la TARDIS.
Se revela que el incendio está en Pudding Lane, el lugar donde comenzó el Gran Incendio de Londres.

### Continuidad
La secuencia de inicio en la TARDIS es inmediatamente posterior al final de Kinda. Puesto que The Visitation se rodó antes que Kinda, el reparto tuvo que interpretar las respuestas de los personajes a los eventos de Kinda basándose únicamente en el guion.
El Doctor utiliza un trozo de cuerda que el Décimo Doctor mencionará posteriormente en Choque temporal.

## Producción
| Episodio          | Fecha de emisión      | Duración | Espectadores en millones | Estado en el archivo  |
| ----------------- | --------------------- | -------- | ------------------------ | --------------------- |
| Episodio 1        | 15 de febrero de 1982 | 24:11    | 9,1                      | Cinta original en PAL |
| Episodio 2        | 16 de febrero de 1982 | 24:26    | 9,3                      | Cinta original en PAL |
| Episodio 3        | 22 de febrero de 1982 | 24:24    | 9,9                      | Cinta original en PAL |
| Episodio 4        | 23 de febrero de 1982 | 23:32    | 10,1                     | Cinta original en PAL |
| [ 1 ] [ 2 ] [ 3 ] |                       |          |                          |                       |

Los títulos provisionales de la historia eran The Invasion of the Plague Men (La invasión de la plaga de hombres) y Plague Rats (La plaga de las ratas). La máscara de Telileptil marca el primer uso de la animatrónica en la historia de la serie.
El director y actor ocasional Peter Moffatt es la razón por la cual Peter Davison no utilizó su nombre de pila, Peter Moffett, como nombre artístico. Las leyes británicas sobre interpretación no permiten que dos actores sean acreditados con el mismo nombre, y Davison decidió que "Peter Moffett" era demasiado parecido a "Peter Moffatt".
El destornillador sónico del Doctor fue destruido por el líder de los terileptiles, por orden del productor John Nathan-Turner, que pensaba que esta herramienta era una forma demasiado fácil de resolver sus problemas, vetando una escena al final de la historia donde el Doctor simplemente sacaba un reemplazo de una habitación llena de destornilladores en la TARDIS. Esta fue la última vez que el destornillador sónico apareció en la serie clásica, y no volvería a aparecer hasta Doctor Who: La película, en 1996.
Aunque esta fue la cuarta historia de la temporada, en realidad fue la segunda en rodarse, después de Four to Doomsday.
El guionista Eric Saward creó originalmente el personaje de Richard Mace para varios radioteatros que emitió BBC Radio 4 en los setenta, en los cuales sigue siendo un actor excéntrico, pero de finales del siglo XIX.

## Recepción
Paul Cornell, Martin Day y Keith Topping hicieron una crítica positiva del serial en The Discontinuity Guide (1995), escribiendo, "Una carrera de acción buena y saludable, escrita con frescura y que engancha, aunque los críticos podrían decir que es demasiado lineal. Sólo hay un personaje propiamente dicho, Richard Mace, lo que da a Peter Davison y Michael Robbins el espacio para hacer un par de interpretaciones agradables. El resultado final es una fragmento estiloso de sinsentido pseudohistórico". En The Television Companion (1998), David J. Howe y Stephen James Walker calificaron The Visitation como "una historia muy divertida, y uno de los puntos destacables de la temporada". Alabaron el rodaje en exteriores, pero notaron como debilidad "la interpretación peculiar de Matthew Waterhouse como Adric". En 2012, Patrick Mulkern de Radio Times dijo que la historia era "a ratos vulgar, (pero) Saward ejecuta una o dos florituras dramáticas". Dijo que Davison se estaba haciendo al papel y los acompañantes le daban algo qu ehacer a pesar de ser "variables", y tenía sentimientos encontrados con el diseño de los Terileptiles.

## Publicaciones comerciales
The Visitation se publicó en un doble VHS junto con Black Orchid en julio de 1994. El DVD se publicó en 2004, usando metraje de las copias originales en celuloide de 16mm que aún se conservan en los archivos de la BBC. Hay una edición especial cuya publicación está planificada para el 6 de mayo de 2013.